# Sándor Ildikó
Sándor Ildikó (Budapest, 1965. augusztus 24. –) magyar néprajzkutató, mesemondó.

## Életrajz
Általános és középiskolai tanulmányait Újpesten végezte. 
Az ELTE BTK magyar nyelv és irodalom – néprajz szakán szerzett diplomát 1989-ben. Magyar és összehasonlító folklorisztikai, valamint szociálantropológiai doktori képzésben vett részt, a doktori címét 2002-ben védte meg. Dolgozatának témája egy kárpátaljai falu, Nagydobrony népi vallásossága volt.
A Hagyományok Háza munkatársa lett, 2010-től ezzel párhuzamosan a Magyar Táncművészeti Egyetemen tanít, 2015 óta docensként.
Egyetemi évei alatt bekapcsolódott a Táncházmozgalomba, a Tatros együttes és a Guzsalyas táncház alapító tagja, egyben 1988-1996 között énekese. A Kőketánc gyerektáncházat 1988 óta vezeti.

## Munkahelyek
- Európai Folklór Intézet irodavezető (1996-1998)
- Universitas Press KFT (1999-2001)
- Hagyományok Háza – oktatási referens (2002-2005), oktatási osztályvezető (2005-2007), Folklór osztály vezetője (2007-2016), tudományos munkatárs (2016-2017), Népművészeti Módszertani Műhely vezetője (2020-2022), Közművelődési és tudományos szakcsoport vezetője 2023. januártól
- Magyar Táncművészeti Egyetem oktatója 2010 óta

## Szakmai tevékenység
Néprajzi ismeretterjesztő és közművelődési tevékenység szakmai koordinációja, irányítása
Gyerek- és ifjúsági ismeretterjesztés, tehetséggondozás
Közösségi művelődési tevékenység: táncházak, táborok, kulturális programok keretében
Kutatómunka: népi vallásosság, táncházmozgalom, népi játékok és néptáncpedagógia témakörökben
Kőketánc gyerektáncházi projekt vezetője 1988 óta
Fölszállott a páva televíziós tehetségkutató vetélkedő szakmai vezetője (2016, 2017)
Inforádió Aréna műsorok néprajzi szakértője jeles napi ünnepi hagyományainkról és változó ünnepi kultúránkról (2006-2017)

## Fontosabb publikációk
1995 – A hangszerkészlet és a táncélet változásai Klézsén. Ethnographia CVI. 2. 927-936.
1996 – Folk Dance and Folk Music Revival in Hungary (1970's-1990's). in: ed. by Dr. E. Karpodini-Dimitriadi: Ethnography of European Traditional Cultures. Society, Cultural Tradition, Built Environment. Athens,. 147-155.
1999 – Folklore Revival and Identity: The Hungarian Csángó Case. in: László Felföldi and Ildikó Sándor ed. Multicultural Europe: Illusion or Reality. Budapest, 44-50.
László Felföldi and Ildikó Sándor ed.: Multicultural Europe: Illusion or Reality. Budapest
2002 – Csángó Táncház – Minority Culture – Identity. Hungarian Heritage 3. 80-86.
2005 – Tücsökringató. Ölbeli játékok. Hagyományok Háza
2006 – Sándor Ildikó (szerk.) A betonon is kinő a fű. Tanulmányok a táncházmozgalomról. Hagyományok Háza
2009 – Küllős Imola – Sándor Ildikó (közreadók): Két kárpátaljai parasztpróféta szent iratai. L’Harmattan Kiadó
2010 – Sándor Ildikó – Benedek Krisztina: Néprajz, néphagyomány. Képzőművészeti Kiadó, Budapest
„Régi szokás szerint…” Sándor Ildikó néprajzkutatóval változó ünnepi hagyományainkról beszélget Exterde Tibor
2014 – A néprajz és a népművészet alapjai. Nemzeti Munkaügyi Hivatal, Budapest.
2018 – Kerekecske, kutacska…Újabb ölbeli játékok. Hagyományok Háza
2019 – Ethnopedagogy: term and content. ACTA EDUCATIONIS GENERALIS

## Egyesületi tagságok
- Magyar Néprajzi Társaság (1988-tól)
- Magyar Pedagógiai Társaság Hagyományismereti szekciójának alapítója és 2003-tól szakmai titkára, 2008-tól elnöke, 2005-től az MPT Szakmai Kollégiumának tagja
- Moldvahon Kulturális Közhasznú Egyesület alapító tagja, alelnöke

## Díjak, elismerések
- 2009 –  Magyar Köztársasági Ezüst Érdemkereszt
- 2015 – Magyar Arany Érdemkereszt

## Forrás
- Hagyományok Háza
- Lippogó
- Portréműsor Sándor Ildikóval